# Zhou Guangzhao
Zhou Guangzhao (en chino: 周光召, romanizado: Zhōuguāngzhào; Changsha, 15 de mayo de 1929-Pekín, 17 de agosto de 2024) fue un físico chino. Ejerció como presidente de la Academia China de las Ciencias.

## Biografía
Zhou Guangzhao nació el 15 de mayo de 1929 en Changsha, capital de la provincia de Hunan. Fue el quinto hijo del ingeniero civil Zhou Fengjiu, y hermano menor del bioquímico genético chino Zhou Guangyu. Se graduó de la Universidad de Tsinghua en 1951, y luego hizo estudios de postgrado en física teórica durante tres años en la Universidad de Pekín. Se incorporó a la Universidad de Pekín después de terminar su doctorado. En 1957 fue enviado a la Unión Soviética por el Instituto de Investigación de Energía Atómica para trabajar en el Instituto Conjunto de Investigación Nuclear (Dubna).
Zhou volvió a China en 1960, donde trabajó en el programa chino de armas nucleares, llegando a ser director del Instituto de Investigaciones Nucleares de Armas. Fue elegido miembro de la Academia China de las Ciencias y más tarde se convirtió en el vicepresidente (1984-1987) y presidente (1987-1997) de la Academia Sínica.
El trabajo teórico de Zhou se centra en la física de partículas, se le atribuye el descubrimiento de PCAC (conservación parcial de la axial actual), un paso importante hacia la comprensión de la ruptura de la simetría .
Visitó por primera vez los Estados Unidos en 1979. En la década de 1980 pasó un tiempo como investigador visitante en el Instituto Politécnico de Virginia y en la Organización Europea para la Investigación Nuclear en Suiza. Fue elegido miembro de la Academia Nacional de Ciencias de Estados Unidos en 1987.
El asteroide (3462) Zhouguangzhao se nombra en su honor.